# 羅慕路斯 (紐約州)
羅慕路斯（英語：Romulus）是一個位於美國紐約州塞尼卡縣的鎮。

## 人口
根據2020年美國人口普查的數據，羅慕路斯的面積為133.08平方千米，當中陸地面積為97.88平方千米，而水域面積為35.20平方千米。當地共有人口3203人，而人口密度為每平方千米24人。